# Pohlia calophylla
Pohlia calophylla là một loài rêu trong họ Bryaceae. Loài này được R. Br. Schwägr. mô tả khoa học đầu tiên năm 1830.